# Minuartia cismontana
Minuartia cismontana är en nejlikväxtart som beskrevs av R.J. Meinke och P.F. Zika. Minuartia cismontana ingår i släktet nörlar, och familjen nejlikväxter. Inga underarter finns listade i Catalogue of Life.